# Julius Bassianus
Pour les articles homonymes, voir Bassianus.
Julius Bassianus (de son nom latin parfois francisé en Jules Bassien) est grand-prêtre du dieu soleil ou Élagabal à Émèse (Homs, en Syrie) sous les Antonins. Selon Anthony R. Birley, on peut supposer qu'il descendait de la famille royale d'Émèse (dont la principauté avait été annexée par Rome, « à une date inconnue, mais avant 78 » d'après Maurice Sartre, à la province de Syrie).

## Biographie
Les dates du sacerdoce de Julius Bassianus ne sont pas connues. Il était déjà grand prêtre en 182 quand le Légat de la IVe légion scythique, Septime Sévère, vint visiter la cité. Bassianus lui présenta ses deux filles, l'ainée  s'appelait Julia Maesa mariée au noble syrien Julius Avitus Alexianus qui faisait ses débuts comme membre de l'ordre équestre, son autre fille, Julia Domna n'était pas mariée.
Par la suite en 187 cette dernière épouse Septime Sévère qui, féru d'astrologie, avait consulté les horoscopes des jeunes filles nobles de l'empire et avait remarqué que l'horoscope de Julia Domna disait qu'elle épouserait un roi.
Julius Bassianus est probablement mort vers 217. En effet, à cette date le jeune Varius Avitus Bassianus plus connu sous le nom d'Héliogabale, qui n'était autre que son arrière-petit-fils prend le sacerdoce à sa place.
Bassianus est un descendant possible de la princesse Drusilla de Mauretania et pourrait être un ancêtre de la reine syrienne Zenobia de Palmyre.